# 林俊呈
林俊呈（1997年9月18日—），中国大陆创作型男歌手，浙江音乐学院流行音乐系在校学生。他出身于民警家庭，擅长钢琴和键盘，在大三期间因演唱歌曲《东西》而备受关注。

## 生平

### 早年生活
林俊呈出生于浙江省丽水市莲都区，其父林跃儿是丽水市公安局莲都区分局的民警。他擅长钢琴、键盘两门乐器，大学就读于浙江音乐学院流行音乐系，主修专业为流行演唱。

### 演艺事业
林俊呈在进入大学后开始从事演艺工作。2017年，他参加《临安市第十届歌手大赛》，并成功入围该届“十大歌手”。
2018年9月，林俊呈发表首支个人单曲《东西》。这首歌曲上线后多次登上音乐榜单，点听量破亿，并被众多人翻唱。11月28日晚，首次做客酷狗直播，献唱成名曲《东西》以及新歌《你要给我乖》，还翻唱了《雪落下的声音》、《消愁》等歌曲。
2019年初，参加《2019江西卫视春节联欢晚会》并献唱成名曲《东西》。3月27日，携新单曲《愿做你的温暖》在酷狗直播举办新歌首唱会。

## 作品

### 音乐作品
| 发行时间 | 名称                   | 语言 | 備註                   |
| -------- | ---------------------- | ---- | ---------------------- |
| 2018年   | 《东西》               | 国语 | 林俊呈的第一首个人单曲 |
| 2018年   | 《你要给我乖》         | 国语 |                        |
| 2018年   | 《东西》（圣诞特别版） | 国语 |                        |
| 2019年   | 《愿做你的温暖》       | 国语 |                        |
| 2019年   | 《完美体贴》           | 国语 |                        |

### 综艺节目
| 年份   | 頻道/平台 | 節目名稱                     | 備註               |
| ------ | --------- | ---------------------------- | ------------------ |
| 2019年 | 江西卫视  | 《2019江西卫视春节联欢晚会》 | 演唱成名曲《东西》 |